# Caner Şahin
Caner Şahin (Eskişehir, 13 aprile 1992) è un attore turco.

## Biografia
Nato nel 1992 a Eskişehir (Turchia) da genitori entrambi ex insegnanti, Caner Şahin è terzo ed ultimo figlio di una famiglia di tre figli. Dopo essersi diplomato presso il liceo scientifico della sua città natale, ha deciso di iscriversi presso la facoltà di ingegneria meccanica dell'Università tecnica di Istanbul, dove si è unito al gruppo teatrale. Successivamente, dopo essersi interessato alla recitazione, ha deciso di lasciare la facoltà di ingegneria meccanica per iscriversi presso il dipartimento teatrale del conservatorio statale dell'Università di Istanbul, dove al termine degli studi ha conseguito la laurea. Durante gli anni al conservatorio ha fondato il teatro Lahza con i suoi amici.
Nel 2016 ha fatto la sua prima apparizione sul piccolo schermo con il ruolo di Kadir Kayalar nella serie Babam ve Ailesi. L'anno successivo, nel 2017, ha vestito i panni di Bahadır Akıncı nella serie Tutsak. Nel 2018 ha ottenuto il ruolo di Salih Akmeşe nella serie Nefes Nefese e ha fatto il suo esordio al cinema con il ruolo di Ramazan nel film Kardeşler diretto da Ömür Atay. Nel 2019 ha ricoperto il ruolo di Kartal nella serie Kuzgun, seguito nel 2020 dal ruolo di Ali nella serie L'Impero Ottomano (Rise of Empires: Ottoman). Nel 2021 ha interpretato il ruolo di Selahattin nella serie Seni Çok Bekledim e quello di Sinan nella serie Dünya Hali. Dal 2022 al 2024 è stato scelto per interpretare il ruolo di Tolga Kaşifoğlu nella serie Tradimento (Aldatmak). Nel 2024 ha recitato nello spettacolo teatrale Biri Gelecek Ya Da Bir Şey Olacak.

## Filmografia

### Cinema
- Kardeşler, regia di Ömür Atay (2018)

### Televisione
- Babam ve Ailesi – serie TV, 13 episodi (Kanal D, 2016)
- Tutsak – serie TV, 9 episodi (Kanal D, 2017)
- Nefes Nefese – serie TV, 10 episodi (Star TV, 2018)
- Kuzgun – serie TV, 21 episodi (Star TV, 2019)
- L'Impero Ottomano (Rise of Empires: Ottoman) – serie TV, 2 episodi (Netflix, 2020)
- Seni Çok Bekledim – serie TV, 13 episodi (Star TV, 2021)
- Dünya Hali – serie TV, 20 episodi (TRT 1, 2021)
- Tradimento (Aldatmak) – serie TV, 71 episodi (ATV, 2022-2024)

## Teatro
- Biri Gelecek Ya Da Bir Şey Olacak (2024)

## Doppiatori italiani
Nelle versioni in italiano dei suoi film e delle sue serie TV, Caner Şahin è stato doppiato da:
- Riccardo Petrozzi[23] in Tradimento[24]

## Riconoscimenti
- Adana Film Festival
  - 2018: Vincitore come Miglior attore con Yiğit Ege Yazar per il film Kardeşler[25]
- Karlovy Vary International Film Festival
  - 2018: Candidato come Miglior attore per il film Kardeşler